# ورشت مانسرنسک
وَرشت مانسَرنسک یا وَهیشت مَنتَر نسک دوم یا دومین بخش از اوستای ساسانی بوده‌است. دارای ۲۲ فرگرد بوده است. در فصل سی و دوم از کتاب نهم دینکرد خلاصهٔ این نسک آمده که  مطالبی پیرامون امور مقدس دینی و ادعیه و اذکار داشته است.